# New York City Opera
La New York City Opera fue fundada en 1943 con el apoyo del alcalde Fiorello LaGuardia para propulsar una compañía con precios accesibles y abierta a los talentos del país. En 1983 fue la primera en incorporar el uso de subtítulos en ópera.
Óperas como El amor de las tres naranjas de Prokófiev, Wozzeck y Ariadne auf Naxos recibieron aquí su estreno americano así como muchas otras óperas de Béla Bartók, Benjamin Britten, Aaron Copland, Philip Glass, Hans Werner Henze, y Kurt Weill.
La compañía exhumó óperas como Giulio Cesare de Handel, Roberto Devereux de Donizetti y estrenó Susannah de Carlisle Floyd, The Ballad of Baby Doe de Douglas Moore y Candide de Leonard Bernstein.
Lanzó las carreras de figuras como Samuel Ramey, Sherrill Milnes, Carol Vaness, Lauren Flanigan, David Daniels, Amy Burton, Mark Delavan y en especial la emblemática soprano Beverly Sills, quien luego de una trayectoria ilustre en esa casa de ópera se convirtió en su directora general. El tenor español Plácido Domingo tuvo su primer gran éxito en la ciudad de Nueva York, antes de debutar en el Met, cantando el papel titular del Don Rodrigo de Alberto Ginastera en 1966, en el estreno de la compañía en su nueva sede del Lincoln Center.
Debido a problemas de financiación, el 1 de octubre de 2013 el Consejo de Administración de la compañía anunció la decisión de suspender la temporada 2013-2014 y comenzar los trámites para la declaración de quiebra y la disolución de la compañía, tras fallar los intentos de conseguir una financiación suficiente.
En 2015, una organización no lucrativa denominada New York City Opera Renaissance compró los activos restantes de la compañía, con el fin de relanzarla, lo que fue aprobado por el juzgado que llevaba el caso de la bancarrota de la NYCO. La compañía comenzó su actividad en enero de 2016, con una serie de representaciones de Tosca, de Puccini (la primera ópera que representó la NYCO en 1944), en un montaje que reproducía los diseños originales del estreno en Roma en 1900. Sin embargo, se eligió como sede de la compañía el Rose Theater, de 1200 localidades, incluido dentro del complejo escénico Jazz en el Lincoln Center.